# Funai Electric Company
Funai Electric Company Ltd. (Japans: 船井電機株式会社, Funai Denki Kabushiki-gaisha) is een Japans elektronicaconcern.
Tetsurō Funai richtte in 1951 in Ōsaka Funai Mishin Shōkai op dat naaimachines fabriceerde. In 1961 werd de huidige naam aangenomen en in 1976 verhuisde het bedrijf de hoofdzetel naar Daitō.
Vanaf 1959 produceerde Funai transistorradios en was daarmee succesvol. Vanaf de jaren 60 groeide Funai in Noord-Amerika met wekkerradio's en later autoradio's met cassettespeler. In 1964 werd de eerste grootschalige fabriek in Hiroshima in gebruik genomen. In de jaren 70 kwam een grote nadruk op efficiëntie te liggen. Na ongunstige wisselkoersen tussen de yen en de dollar moest Funai flink reorganiseren en ging de productiviteit per werknemer verhogen.
Begin jaren 80 werd een sales- en productiefiliaal in Duitsland geopend en kwam Funai in een joint-venture met Technicolor met de Compact Video Cassette (CVC), een alternatief voor VHS en Betamax met een kleinere tape. Dit sloeg niet aan en Funai begon VHS-videorecorders te produceren. Er werden wereldwijd handelsvestigingen geopend en in de jaren 90 ging de meeste productie naar China. In 1991 ging Funai ook CRT-televisies verkopen en in 2001 kwam het bedrijf met dvd-spelers.
Vanaf 2001 produceerde Funai ook videorecorders in licentie voor Philips, waar ze in 2016 mee stopten wat het einde van de videorecorder betekende. Ook voor andere bedrijven werden producten in licentie geproduceerd. In 2008 ging oprichter Tetsurō Funai met pensioen. Datzelfde jaar kreeg Funai de licentie voor Philips en Magnavox televisies in Noord-Amerika voor een periode van zeven jaar. In januari 2013 verkreeg het bedrijf een optie om de rest van Philips Consumer Lifestyle over te nemen maar in oktober blies Philips de deal af vanwege vermeende contractbreuk. Sinds 2007 maakte Funai in licentie de inktjetprinters voor Lexmark en in april 2013 werd deze lijn geheel overgenomen.